# Monika Frajczyk
Monika Frajczyk (ur. w 1990 w Bielsku-Białej) – polska aktorka teatralna, filmowa i telewizyjna.

## Życiorys
Zadebiutowała w 2015 na scenie Teatru Łaźnia Nowa w Krakowie rolą w spektaklu „Skowyt” w reż. Macieja Podstawnego. W tym samym roku została również aktorką Starego Teatru w Krakowie, gdzie pracowała do 2017. W 2016 roku została absolwentką PWST im. Ludwika Solskiego w Krakowie. Od 2018 roku jest aktorką TR Warszawa.

## Filmografia
- 2016: Pokaż mi jako Julia
- 2017: Miasto skarbów jako policjantka Stefania Górska
- 2018: Kler jako urzędniczka
- 2019: Marcel jako policjantka
- 2020: The Tektyw Zelcer jako Anastazja
- 2020: Polot jako Boroń
- 2021: Żeby nie było śladów jako Agnieszka
- 2021: Wojenne dziewczyny jako Rebeka Lewińska, żona Chaima (odc.50,51,55,58,60)
- 2021: Prime Time jako negocjatorka Lena
- 2022: Uczta konesera
- 2022: Jeszcze przed świętami jako Marysia Kwiecień
- 2023: Zielona granica jako Marta
- 2023: Horror story jako specjalistka od wizerunku
- 2024: Udar jako Agata, asystentka Jacka
- 2025: Aniela jako Oliwka

## Teatr (wybór)
- 2015
  - Skowyt, Teatr Łaźnia Nowa w Krakowie
  - Kto wyciągnie kartę wisielca, kto błazna?, Teatr im. Juliusza Słowackiego w Krakowie
  - Wróg ludu, Stary Teatr im. Heleny Modrzejewskiej w Krakowie
- 2016
  - Triumf woli, Stary Teatr im. Heleny Modrzejewskiej w Krakowie
- 2017
  - Wesele, Stary Teatr im. Heleny Modrzejewskiej w Krakowie
- 2018
  - Chinka, TR Warszawa
  - Cząstki kobiety, TR Warszawa
- 2019
  - Podróże Guliwera, Stary Teatr im. Heleny Modrzejewskiej w Krakowie
  - Dług, Teatr Nowy Proxima w Krakowie
- 2020
  - Burza, TR Warszawa
- 2022
  - Rodzina, TR Warszawa
  - Mój rok relaksu i odpoczynku, Teatr Dramatyczny m.st. Warszawy

## Teatr telewizji
- 2019
  - Królewna Logorea i niedźwiedź jako Królewna Logorea
- 2020
  - Igraszki z diabłem jako Disperanda
  - Za wolno jako Druga
- 2021
  - Tamta twarz jako Mia

## Nagrody
- 2016
  - Rzeszów (55. Rzeszowskie Spotkania Teatralne – Festiwal Nowego Teatru), wyróżnienie aktorskie za rolę Petry w spektaklu „Wróg ludu” w reż. Jana Klaty z Narodowego Starego Teatru im. Heleny Modrzejewskiej w Krakowie
- 2017
  - Warszawa (37. Warszawskie Spotkania Teatralne), nagroda dla najlepszej aktorki za rolę Yogi Śmiechu/Songhoy w spektaklu „Triumf woli" w reż. Moniki Strzępki z Narodowego Starego Teatru im. Heleny Modrzejewskiej w Krakowie
- 2018
  - Warszawa, „Talent Trójki" w kategorii Teatr
- 2019
  - Kalisz (59. Kaliskie Spotkania Teatralne), nagroda specjalna im. Ignacego Lewandowskiego za wybitną rolę epizodyczną za rolę Ewy w spektaklu „Cząstki kobiety” w reż. Kornéla Mundruczó z TR Warszawa
- 2021
  - Kalisz (61. Kaliskie Spotkania Teatralne), nagroda specjalna za grę zespołową - za role w spektaklu „Dług" w reż. Jana Klaty z Teatru Nowego Proxima w Krakowie

W 2019 Frajczyk była nominowana do „Paszportu POLITYKI” w kategorii Teatr.